# Monserrath Rodríguez
Monserrath Rodríguez (Guadalajara, 26 de febrero de 1999) es una ciclista mexicana que participó en los Juegos Olímpicos de París 2024, en la disciplina del ciclismo de montaña, siendo la segunda participación del país en dicho deporte.

## Trayectoria deportiva
La ciclista posicionó en el lugar 33 de la prueba cross country en el ciclismo de montaña femenil en los Juegos Olímpicos 2024.

## Palmarés
| Año  | Lugar             | Medalla        | Competencia                      |
| ---- | ----------------- | -------------- | -------------------------------- |
| 2023 | Santiago de Chile |                | Juegos Panamericanos en Santiago |
| 2017 | Colombia          | Medalla de oro | Campeonato Panamericano 2017     |

## Premios y reconocimientos
- En la Copa Catalana Internacional BTT Biking Point, en Barcelona, consiguió el puesto como la mejor mexicana dentro de la disciplina.[5]